# Guerau Boquet

Guerau Boquet va néixer probablement a Tremp a finals del segle XV o principis del segle xvi.

## Biografia
Doctor en medicina, protofísic, va tenir relació amb la Inquisició. Actuà com inspector de farmàcies.
Més tard va ser nomenat rector de l'Estudi General de Barcelona, càrrec que va exercir entre l'1 d'agost de 1540 i el 31 de juliol de 1541.
.
Va morir al segle xvi.